# Castell de Sufera
El castell de Sufera (Castrum Çufera) estava a l'interior del barranc de Miravet, situat sobre una plataforma envoltada de penya-segats a una altura de 501 metres sobre el nivell del mar, a l'actual municipi de Cabanes.
El 27 d'abril de 1225 Jaume el Conqueridor concedeix a Ponç de Torrella, bisbe de Tortosa i al seu capítol els castells de Miravet, Sufera i Fadrell amb tots els seus termes, masies, alqueries i esglésies.
Actualment el castell està enrunat i gairebé no queden restes.